# Área metropolitana de Greenville
El Área Estadística Metropolitana de Greenville, NC MSA, como la denomina la Oficina del Censo de los Estados Unidos, es un Área Estadística Metropolitana centrada en la ciudad homónima, estado de Carolina del Norte, en Estados Unidos. Su población según el censo de 2010 es de 189.510 de habitantes, convirtiéndola en la 220.º área metropolitana más poblada de los Estados Unidos.

## Composición
Los 2 condados que componen el área metropolitana, junto con su población según los resultados del censo 2010:
- Greene – 21.362 habitantes
- Pitt – 168.148 habitantes

## Comunidades del área metropolitana
Ciudad principal o núcleo
- Greenville

Comunidades con más de 1.000 habitantes
- Ayden
- Bethel
- Farmville
- Grifton
- Snow Hill
- Winterville

Comunidades con menos de 1.000 habitantes
- Falkland
- Fountain
- Grimesland
- Hookerton
- Simpson
- Walstonburg

Comunidades designadas como lugares no incorporados
- Jason
- Stokes